# Ojiva (arquitectura)

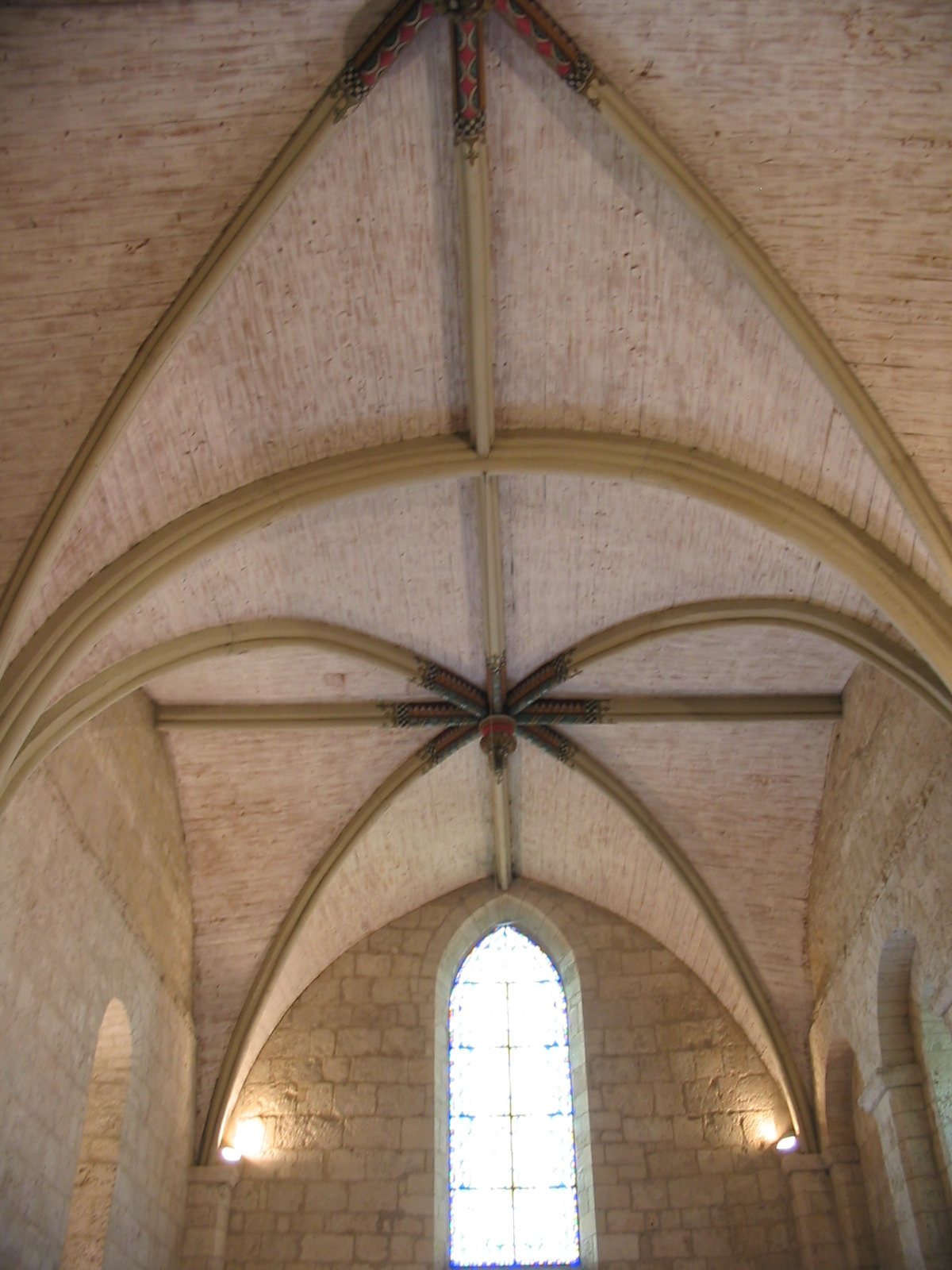
Bóveda de crucería de ojivas policromadas de la iglesia de Saint-Georges d'Oléron.

La ojiva arquitectónica hace referencia a la nervadura diagonal de piedra en la parte superior donde conecta dos puntos de apoyo que pasan por la clave. Situadas en la parte superior de la bóveda, las ojivas, al cruzarse, permiten transferir todo el peso de la bóveda a sus cuatro puntos de apoyo. Debido a que las nervaduras se cruzan en la clave, la bóveda que sostienen se llama bóveda de crucería.
Al transmitir la mayor parte del peso de la bóveda a puntos concretos, las ojivas permiten que el edificio alcance hasta veinte metros de altura, caracterizando así la arquitectura gótica (que a veces se denomina "arquitectura ojival"), cuando las bóvedas de crucería románicas apenas podían superar los diez metros.
Esta técnica constructiva estuvo en uso desde finales del siglo XII hasta mediados del siglo XVI.

## Características
A diferencia de los dobles y los antiguos de un cruce de ojivas, las ojivas suelen ser arcos de medio punto.
Las ramas ojivales son las mitades de la ojiva que irradian alrededor de la clave.

## Cambio de significado de la palabra
El uso de la palabra ojiva para designar un arco quebrado fue firmemente denunciado desde principios del siglo XX por Eugène Lefèvre-Pontalis quien observa que este término debe reservarse absolutamente para los arcos nervados que sostienen una bóveda. En efecto, a partir del siglo XVI, se ha producido un cambio de significado; los arqueólogos y arquitectos han utilizado el término ojiva para calificar cualquier figura formada por dos arcos que se cruzan. Ésta es la razón por la que se podría hablar de una puerta, de una arcada o incluso de una ventana ojival. En 1992, Le Petit Larousse denunció el uso de la expresión “arco ojival” como común pero abusivo. Este requerimiento es, por otra parte, retomado por el historiador Jean-Marie Pérouse de Montclos. Y también debe evitarse absolutamente la expresión “estilo ojival”.